# Capitole de l'État du Nevada
Le Capitole de l'État du Nevada (en anglais : Nevada State Capitol) est le siège de la législature d'État du Nevada.
Il est situé dans la ville de Carson City.

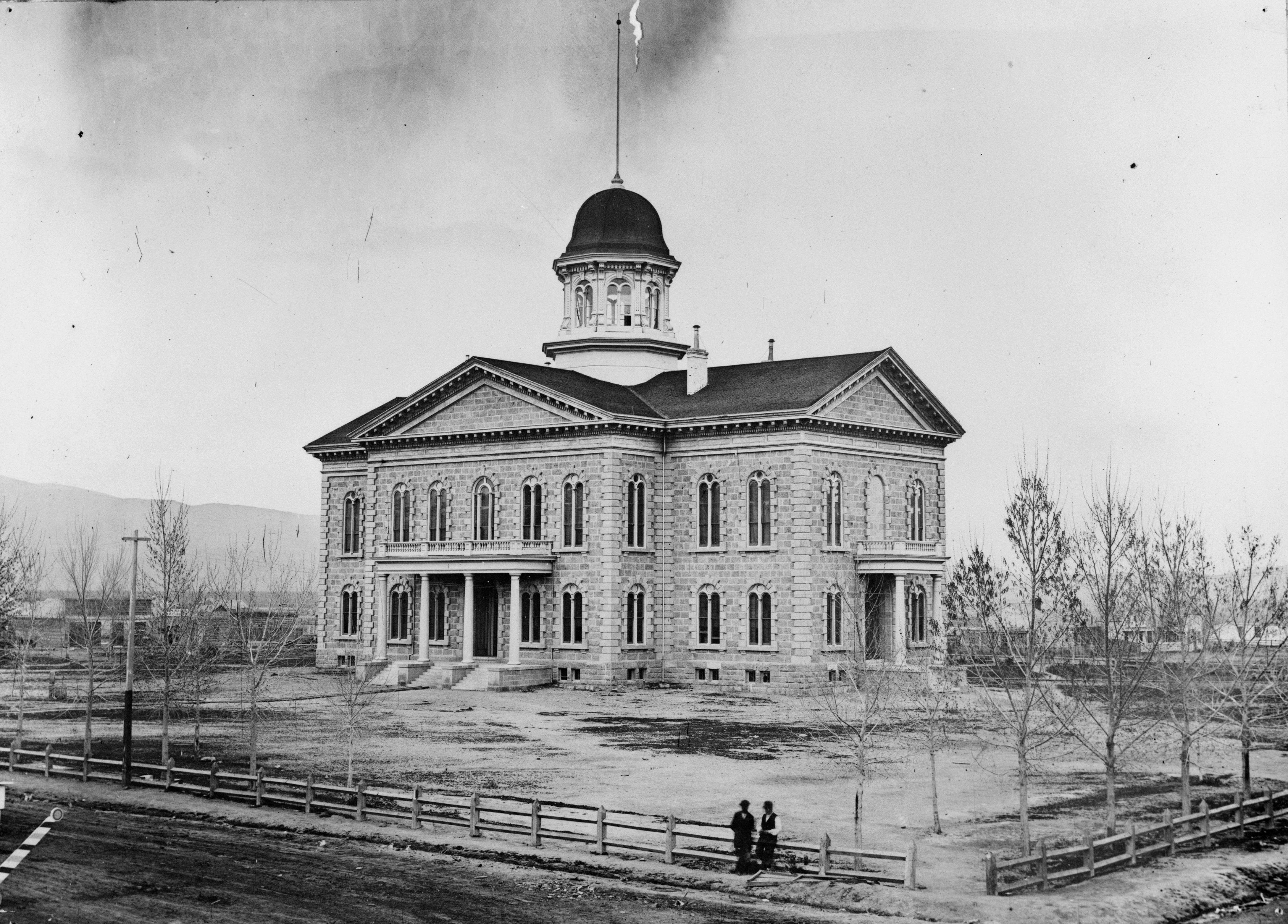
Le Capitole de l'État du Nevada en 1875.